# Pomłość

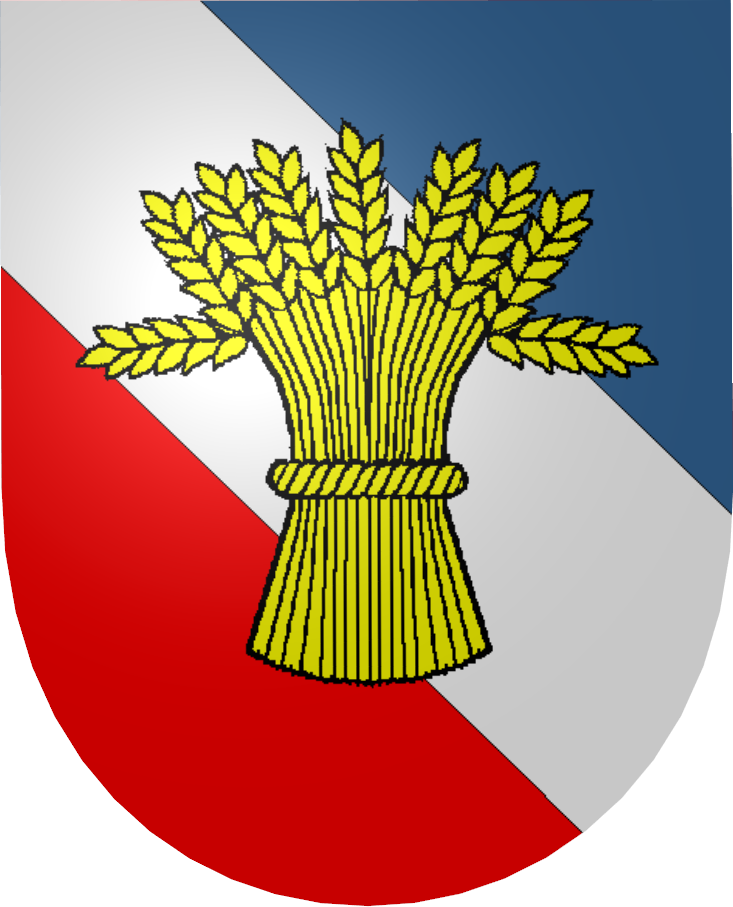
Pomłość w herbie Wazów

Pomłość – sznur ze skręconej słomy z wymłóconego zboża, służący do wiązania snopków. Staropolskie słowo, występujące m.in. w herbarzu Długosza wprowadzone przez Helenę Polaczkównę do współczesnego polskiego języka dla blazonowania herbów.
Występuje m.in. w herbie Nałęcz, choć wielu heraldyków identyfikuje godło tego herbu jako nałęczkę.